# Barylypa fahringeri
Barylypa fahringeri är en stekelart som först beskrevs av Heinrich 1953.  Barylypa fahringeri ingår i släktet Barylypa och familjen brokparasitsteklar. Inga underarter finns listade.